# MORNING HOPE
「MORNING HOPE」は、J☆Dee'Zの1st配信シングルとして2014年7月23日にソニー・ミュージックレコーズから発売された。

## 概要
J☆Dee'Zにとって、初の配信限定シングル。

## 収録曲
1. MORNING HOPE
  - 作詞：SoichiroK / 作曲：SoichiroK、Nozomu.S
2. JINGLE LOVE
  - 作詞：中村彼方 / 作曲：GOLBY$OUND